# Saul Martínez
Saul Martínez (Colón, 1976. január 29. –) hondurasi válogatott labdarúgó.
A hondurasi válogatott tagjaként részt vett a 2001-es Copa Americán.

## Statisztika
| Hondurasi válogatott | Hondurasi válogatott | Hondurasi válogatott |
| Időszak              | Mérk.                | gól                  |
| -------------------- | -------------------- | -------------------- |
| 2001                 | 9                    | 3                    |
| 2002                 | 2                    | 4                    |
| 2003                 | 5                    | 1                    |
| 2004                 | 11                   | 2                    |
| 2005                 | 1                    | 1                    |
| 2006                 | 0                    | 0                    |
| 2007                 | 4                    | 5                    |
| 2008                 | 1                    | 0                    |
| 2009                 | 3                    | 1                    |
| Összesen             | 36                   | 17                   |